# جائوما پیروا
جائوما پیروا (به اسپانیایی: Jañuma Pirwa) یک کوه در پرو است که در Peru, Arequipa Region واقع شده‌است. جائوما پیروا ۵٬۱۲۵ متر بالاتر از سطح دریا واقع شده‌است.